# Provincial Talagante
Club Deportivo y Social Provincial Talagante é um clube de futebol chileno, sediado na cidade de Talagante.
Foi fundado em 3 de fevereiro de 2006, e disputava em 2001 a Tercera División chilena. Seu estádio, o Municipal Lucas Pacheco Toro, possui capacidade de 2.883 lugares.